# Gambrus ruficoxatus
Gambrus ruficoxatus är en stekelart som först beskrevs av Jinhaku Sonan 1930.  Gambrus ruficoxatus ingår i släktet Gambrus och familjen brokparasitsteklar. Inga underarter finns listade i Catalogue of Life.